# Moby
Moby, pseudonimo di Richard Melville Hall (New York, 11 settembre 1965), è un musicista, cantautore, disc jockey, produttore discografico e attivista statunitense.

## Biografia

### Primi anni
Nasce da James Hall ed Elizabeth McBride Warner. È lei che conia lo pseudonimo "Moby" in onore del prozio Herman Melville, autore del celebre romanzo Moby Dick. Nei mesi che seguono la nascita vive con i genitori in un appartamento di New York. Il padre muore in un incidente automobilistico quando Richard ha solo due anni. Nel 1969, dopo un passaggio attraverso la San Francisco hippie, si trasferisce con la madre dai nonni a Darien (Connecticut).
Nel 1980 fa parte dei Vatican Commandos, un gruppo punk che esordisce nella compilation First Strike pubblicata dalla Bad Compilation Tapes di San Diego.
Nel 1982 riceve il suo primo registratore a quattro piste. Nello stesso anno entra all'università del Connecticut da cui esce l'anno dopo per lavorare come DJ a New York. Per cinque anni sopravvive, dormendo in hangar e fabbriche abbandonate. Si impone come DJ al club MARS di New York. Nel 1989 suscita interesse nella Instinct Records, una nuova etichetta di New York, e conosce un primo successo con il gruppo Ultra Vivid Scene il cui album esce con l'etichetta 4AD.

### Anni novanta
Nel 1992 pubblica il singolo I Feel It/Thousands, riconosciuto dal Guinness dei primati per essere il singolo più veloce mai pubblicato grazie ai suoi millequindici BPM.
Ricade quindi in un relativo anonimato e pubblica a suo nome o con degli pseudonimi vari quali Voodoo Child, Barracuda, UHF, DJ Cake, Lopez e Brainstorm/Mindstorm numerosi singoli di musica elettronica. Successivamente esce Ambient (1993), antologia di brani meditativi che passa inosservata. L'album successivo, il primo per la Elektra Records, si intitola Everything Is Wrong con la partecipazione di Mimi Goese, celebre cantante degli Hugo Largo. Uscito nel 1995, ottiene lo stesso scarso successo del precedente, nonostante un'accoglienza favorevole della critica. Il musicista pubblica quindi Animal Rights nel 1996, preceduto dal singolo controverso That's When I Reach for My Revolver. Il ritorno al punk rock disorienta completamente i fan che si aspettavano un disco di musica ambient.
Avvia intanto il progetto Voodoo Child con cui pubblica The End of Everything (1996). Con lo stesso pseudonimo pubblicherà molti anni più tardi Baby Monkey (2004).
Torna quindi all'elettronica con I Like to Score, una raccolta di composizioni, alcune delle quali vengono poi riprese in alcuni film, come il pezzo God Moving Over the Face of the Water che accompagna la scena finale di Heat - La sfida (1995). Nel 1998 la madre muore di cancro.

### Anni duemila

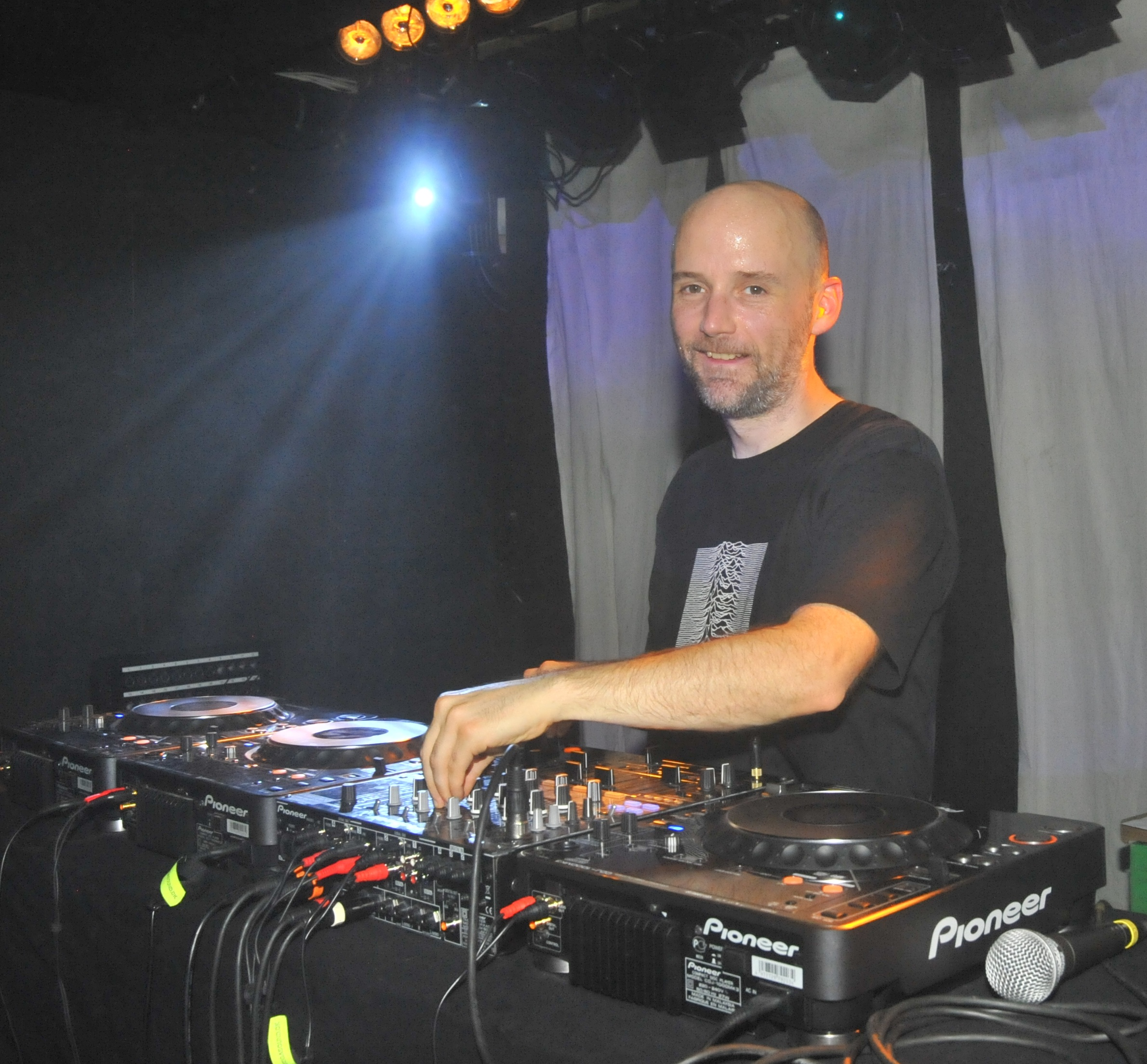
Moby in concerto a Copenaghen nel 2009.

Nel 1999 lascia Elektra Records e firma con la V2 Records. Nel mese di giugno esce Play che diventa un successo planetario nel 2000 con dodici milioni di copie vendute. Nel 2001 suona assieme a quello che era il suo artista preferito in gioventù, David Bowie. Il giorno del suo compleanno assiste attonito agli attentati dell'11 settembre 2001 dal tetto del suo immobile. Qualche mese dopo è al centro di una polemica con il cantante rap Eminem dopo aver bollato la sua musica come misogina e omofoba.
Il 24 febbraio 2002 l'artista partecipa alla cerimonia di chiusura dei XIX Giochi olimpici invernali a Salt Lake City. Il 14 maggio pubblica l'atteso 18 che contiene i singoli di successo We Are All Made of Stars e In This World. Dopo aver partecipato attivamente alla campagna anti-Bush del 2004, torna a lavorare al nuovo album Hotel, uscito il 14 marzo 2005. Sempre nello stesso anno il cantante scrive il brano Extreme Ways che diventerà il brano di chiusura per i film: The Bourne Identity, The Bourne Supremacy e The Bourne Ultimatum.
Nel 2005 compone la colonna sonora del film animalista Earthlings intitolata 18-21st century dell'album 18 RETAIL. Nel 2006 fa uscire Go - The Very Best of Moby una raccolta dei suoi migliori brani, accompagnata dall'inedito New York New York cantato da Debbie Harry.
Il disco successivo, annunciato il 4 ottobre 2007 sul suo sito moby.com, si intitola Last Night, è un omaggio alla dance degli anni settanta e ottanta e trae ispirazione dalle dive della disco. Il disco esce il 31 marzo 2008 nel Regno Unito, la pubblicazione negli USA avviene il 1º aprile 2008. Il primo singolo tratto dall'album è Alice.
Nel 2008 lancia Disco Lies con un nuovo video e partecipa al nuovo album della cantante francese Mylène Farmer con la traccia Looking for My Name. Moby aveva già cantato con la Farmer nel 2006 nella traccia del suo best of, Slipping away (Crier la vie). Sempre nel 2008 ha preso parte all'album di beneficenza Songs for Tibet: The Art of Peace ed ha incontrato il Dalai Lama, di cui ha detto di aver particolarmente apprezzato "il gran senso dell'umorismo".
Nel 2009 esce il nono album in studio della sua carriera, Wait for Me.

### Anni 2010
Nel 2010 ha collaborato nuovamente con Mylène Farmer, partecipando alla produzione di sette tracce contenute nell'ottavo album della cantante, Bleu noir, pubblicato il 6 dicembre.
Nel 2011 esce il suo decimo album, Destroyed. Impiegherà un anno intero per la creazione del suo successivo album, Innocents, uscito il 1º luglio 2013.
Nel 2014 partecipa a Making Patterns Rhyme, l'album tributo ai Duran Duran pubblicato dall'etichetta Manimal Vinyl, con la cover di Rio.
Nel 2015 collabora con Jean-Michel Jarre per la realizzazione del brano Suns Have Gone contenuto nell'album Electronica 1: The Time Machine.
Nel 2016 Moby annuncia l'uscita del suo nuovo album con la collaborazione dei The Void Pacific Choir, intitolato These Systems Are Failing,. Prima dell'uscita ha pubblicato un altro album disponibile soltanto nel suo sito chiamato Long Ambients 1: Calm, Sleep..
Polistrumentista, suona tastiera, chitarra, batteria e basso elettrico. Artista impegnato politicamente, ha sostenuto John Kerry alle elezioni presidenziali del 2004. È cristiano e vegano. Si è spesso battuto per una fruizione libera della musica, scagliandosi contro le sentenze esemplari volte a punire il download illegale. Abita da più di 10 anni a New York e nel 2002 apre una sala da tè, il TeaNy, ove si recava di frequente. TeaNy ha chiuso definitivamente nel 2015.

### Attivismo per i diritti degli animali
Moby è vegano da quando aveva 22 anni per non far del male agli animali. Definisce l'attivismo per i diritti degli animali il senso della sua vita e quello che lo porta fuori dal letto la mattina. Ha anche detto che se gli fosse data la scelta, preferirebbe essere un attivista per i diritti degli animali piuttosto che un musicista di successo. Sulle braccia ha un grande tatuaggio con scritto ANIMAL RIGHTS (diritti degli animali). Mentre sul suo collo ha tatuato le parole VEGAN FOR LIFE (per sempre vegano) sul davanti e THOU SHALL NOT KILL (non devi uccidere) sul retro.
Moby aiuta alcune organizzazioni che lavorano per gli animali. Per esempio supporta l'organizzazione per la conservazione della vita marina Sea Shepherd con denaro, musica gratis e "tutto ciò che chiedono". Altre organizzazioni che sostiene sono il Jane Goodall Institute, PETA, la Humane Society, Farm Sanctuary, Mercy for Animals e le Animal Defenders International.
Oltre alla sua carriera di musicista, Moby dirige dal 2002 il ristorante vegetariano TeaNY a New York e il ristorante vegano Little Pine a Los Angeles.

## Stile musicale
Durante la sua carriera Moby si è cimentato in innumerevoli stili diversi quali la techno, il pop elettronico, e la musica dance, proponendo talvolta brani più meditativi, come quelli presenti nella sua antologia di inediti Ambient (1993). Egli si ispira a tratti alla disco music e a varianti più pesanti del rock quali il punk e l'heavy metal. I testi delle sue canzoni riflettono sovente la sua cultura in ambito filosofico, la sua credenza cristiana e il suo veganismo.
Dopo aver pubblicato pressoché techno e musica da club nei primi anni novanta, Moby mostra il suo stile eterogeneo già a partire da Everything is Wrong (1995), considerato il suo primo vero album solista. Questa uscita si caratterizza per la presenza di brani frenetici, ispirati all'heavy metal e alla techno, alternati a momenti più pacati per tastiera vicini al chillout. Con il seguente Animal Rights (1996) l'artista vira verso il rock alternativo, mentre Play (1999) è considerato il suo primo album compiuto. Il disco si esprime con un "linguaggio moderno e al contempo classico", utilizzando un tappeto di ritmi elettronici e arrangiamenti per tastiera che fungono da accompagnamento insieme ai numerosi campionamenti ivi presenti. I brani di Play spaziano dal pop, all'hip-hop, al blues, al gospel, al country pur non mancando di tracce ritmiche e ballabili prettamente ispirate al big beat e alla techno. 18 (2002) prosegue il percorso tracciato da Play presentando tuttavia un repertorio più meditativo, mentre Hotel (2005) semplifica lo stile dell'artista avvicinandolo al synth pop e, nel secondo cd, alla musica ambient. Dopo Last Night (2008), vicino a diverse tendenze della disco music, l'artista è ritornato sui passi di Play con lo "statico" Wait for Me (2009), seguito dagli altrettanto malinconici Destroyed (2009) e Innocents (2013).
Con l'alias Voodoo Child Moby ha pubblicato The End of Everything (1996), un album per sintetizzatore ispirato alla new age e Baby Monkey (2004), un disco di musica dance.

## Nella cultura di massa
Nell'episodio La limousine della sitcom statunitense How I Met Your Mother, i protagonisti incontrano Moby durante una serata in limousine per visitare i migliori cinque party della notte. Solo successivamente, e dopo alcune peripezie, si rendono conto che quello non è altro che un sosia svitato e pericoloso che gli assomiglia molto.
Moby è comparso nella parte 10 della serie televisiva Twin Peaks (2017) accompagnando la cantante americana Rebekah Del Rio.

## Discografia
- 1992 – Moby
- 1993 – Ambient
- 1995 – Everything Is Wrong
- 1996 – Animal Rights
- 1996 – The End of Everything (come Vodoo Child)
- 1999 – Play
- 2002 – 18
- 2004 – Baby Monkey (come Vodoo Child)
- 2005 – Hotel
- 2008 – Last Night
- 2009 – Wait for Me
- 2011 – Destroyed
- 2013 – Innocents
- 2016 – Long Ambients 1: Calm, Sleep.
- 2016 – These Systems Are Failing
- 2017 – More Fast Songs About the Apocalypse
- 2018 – Everything Was Beautiful, and Nothing Hurt
- 2019 – Long Ambients 2
- 2020 – All Visible Objects
- 2020 – Live Ambient Improvised Recordings Vol. 1
- 2021 – Reprise
- 2023 – Ambient 2023
- 2023 – Resound NYC
- 2024 – Always Centered at Night